# Ochodaeus tonkineus
Ochodaeus tonkineus là một loài bọ cánh cứng trong họ Ochodaeidae. Loài này được Balthasar miêu tả khoa học đầu tiên năm 1952.